# W60
A W60 é uma série de armas nucleares canceladas. Ela foi criada para ser uma arma nuclear  pequena o suficiente para ser a ogiva do míssil superfície-ar Typhon LR da Marinha dos E.U.A.
O desenvolvimento começou em 1959, e severos problemas de segura contra o fogo atrasaram o desenvolvimento da XW60. O Typhon em si também teve problemas de desenvolvimento, especialmente o tamanho e o peso da aquisição do sistemas e radares de controle de fogo. No final de 1963 o Typhon foi cancelado, a XW60 foi cancelada em março de 1964.